# Monument Leiebrug

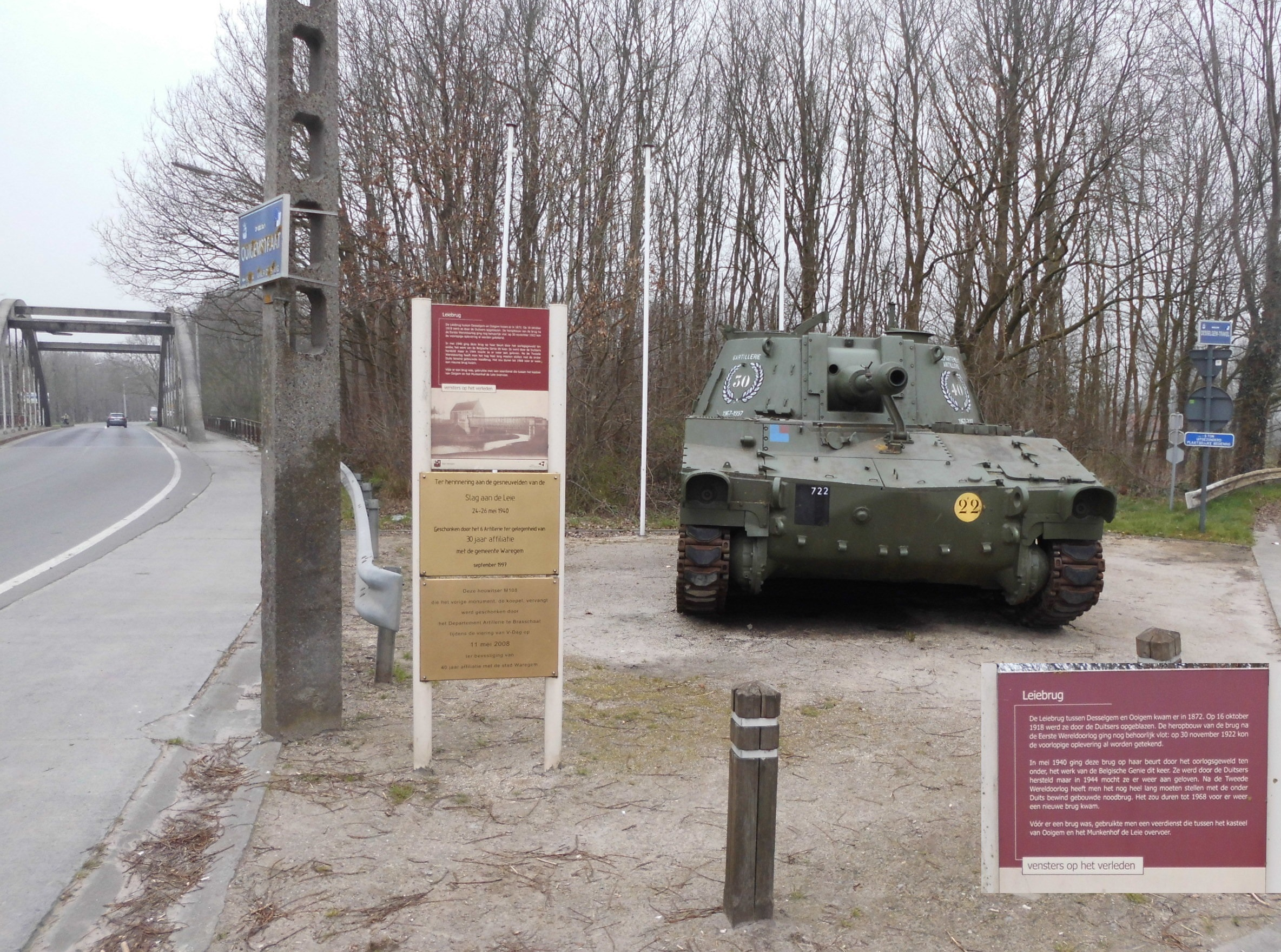
Monument Leiebrug

Het Monument Leiebrug is een tankmonument in het dorp Desselgem in de Belgische gemeente Waregem. Dit oorlogsmonument staat aan de Ooigemstraat en Desselgemsestraat waar deze de Leie oversteekt. Het opgestelde pantservoertuig is een M108-houwitser.
Het monument herdenkt de gesneuvelden die vielen tijdens de Slag aan de Leie.

## Geschiedenis
Op 24-26 mei 1940 vond tijdens de Tweede Wereldoorlog in de omgeving de Leieslag plaats. Het Belgische leger verschanste zich achter de rivier de Leie toen de Duitsers België probeerden in te nemen.
In juni 1997 schonk het Zesde Artillerieregiment de bovenbouw met kanon van een M109-houwitser aan Desselgem met de dertigste verjaardag van de verbondenheid tussen het Zesde Artillerie en de stad Waregem. In september van dat jaar plaatste men de bovenbouw op een voetstuk als monument bij de Leiebrug.
In 2008 kwam er een volledige M108-houwitser die werd geschonken door het departement artillerie uit Brasschaat. Dit vond plaats tijdens de viering van V-dag en bevestigde de veertigste verjaardag van de verbondenheid.